# Karibib

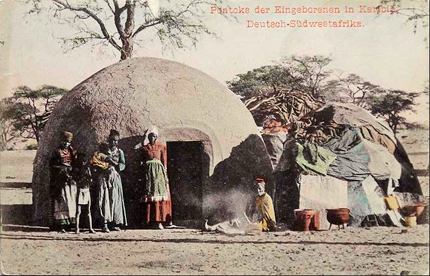
Karibib, Pontok - traditioneel huis, op het einde van de 19e eeuw

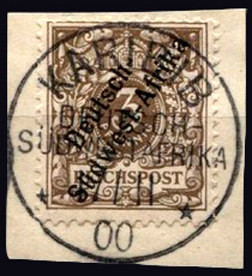
Postzegels voor Duitse Zuidwest-Afrika poststempel Karibib 1900

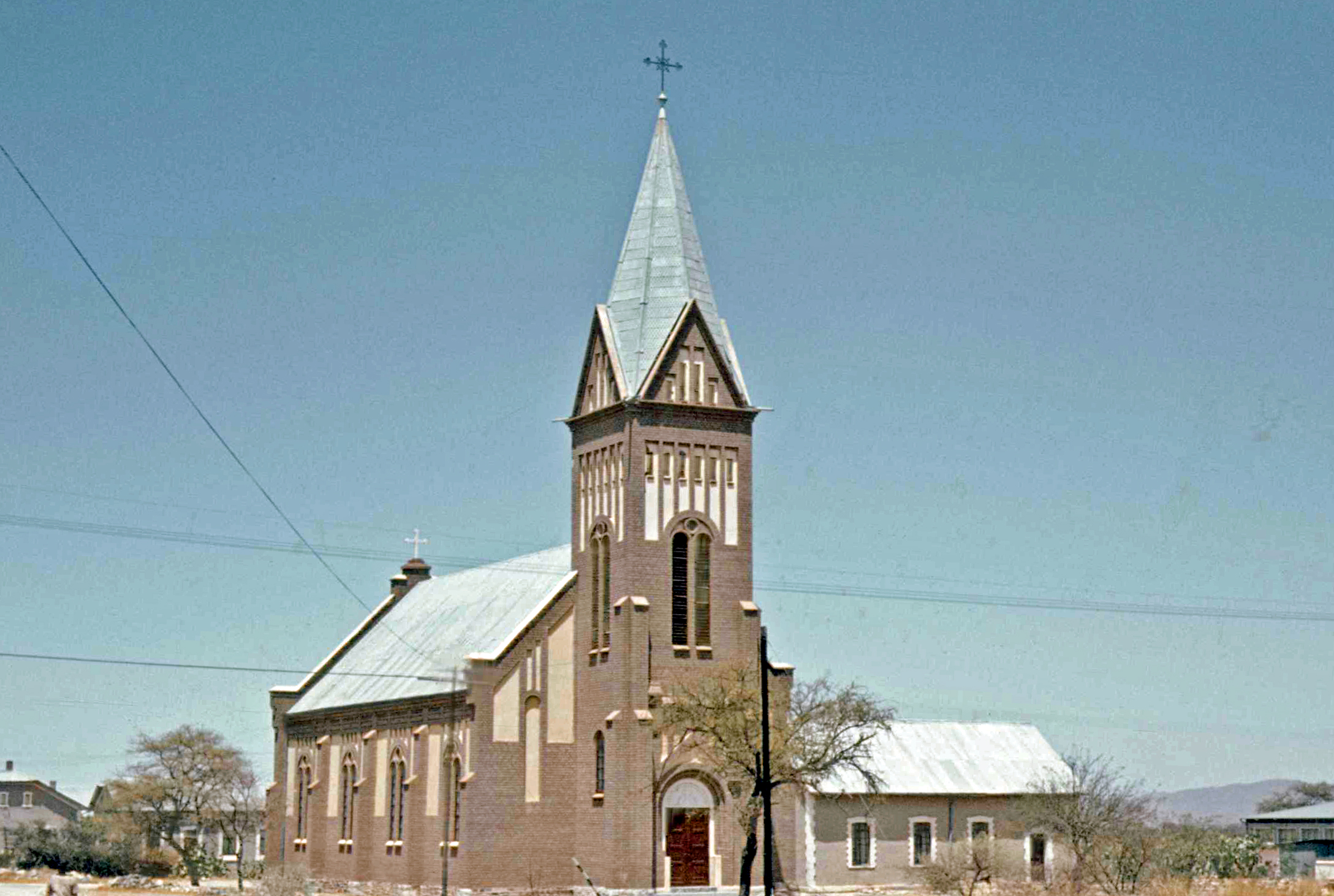
Kerk Karibib, architect Gottlieb Redecker, ingehuldigd in 1910

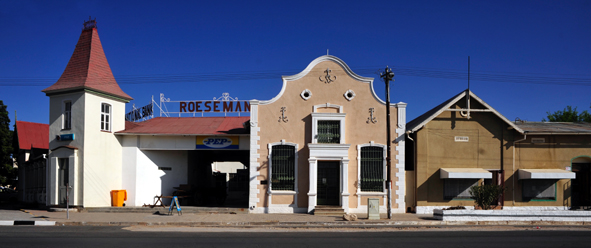
Huis Rosemann in Karibib, Namibië

Karibib is een stad (Engels: town) in Namibische regio Erongo.
Karibib telde in 2001 14.700 inwoners. In 2011 waren er 5132 inwoners. Tot 2010 droeg het de titel van municipality.
Karibib ligt aan de hoofdroute tussen de kustplaats Swakopmund en de hoofdstad Windhoek.

## Geschiedenis
Karibib ontstond bij een bron die door de Herero "Otjandjomboimwe" werd genoemd. Een zoon van koopman en wagenmaker Eduard Hälbich in Otjimbingwe, dat op circa 50 km afstand ligt, kocht in 1894 van de Herero-kapitein Zacharias Zeraeua de bron met 20.000 hectare grond. Hälbich opende in Karibib een winkel. Daarna kwamen er snel meer bewoners, vooral toen de nieuwe spoorweg vanuit Swakopmund de plaats in mei 1900 bereikte. Dat jaar geldt ook als het stichtingsjaar van Karibib. Behalve het station kwamen er een artsenpost, een gevangenis, opslagplaatsen en woonhuizen. In 1899 was al een tweede waterput gegraven. 
In 1902 werd de spoorbaan naar Windhoek doorgetrokken. Vanaf 1904 speelde Karibib een belangrijke rol als spoorwegknooppunt voor troepentransporten en als militair steunpunt in de conflicten met de Herero en de Nama. De blanken die zich inmiddels in Karibib hadden gevestigd, werden door Zeraeuas en zijn manschappen over het algemeen met rust gelaten. Op 2 februari 1904 bereikte de districtsgouverneur met zijn troepen Karibib en verdreef de opstandelingen naar Okahandja.
In 1907 had Karibib 316 blanke inwoners. Aan het eind van de oorlog in 1907 werden de overige landerijen van de Herero onteigend en aangeboden aan de blanke boeren. In 1914 was het aantal blanke inwoners toegenomen tot 340. Het aantal boerderijen bedroeg 65 in 1910, met 2270 runderen; in 1914 waren het er 74 met 14.000 runderen.

## Economie
Grootste werkgever met ongeveer 750 arbeidsplaatsen is de Navachab-goudmijn van de onderneming Anglogold Ashanti.
Ten noorden van de stad ligt een militair vliegveld, daar gevestigd door de Zuid-Afrikaanse luchtmacht. Sinds maart 2016 is dit het hoofdkwartier van de Namibian Air Force.

### Marmerafgraving van Karibib

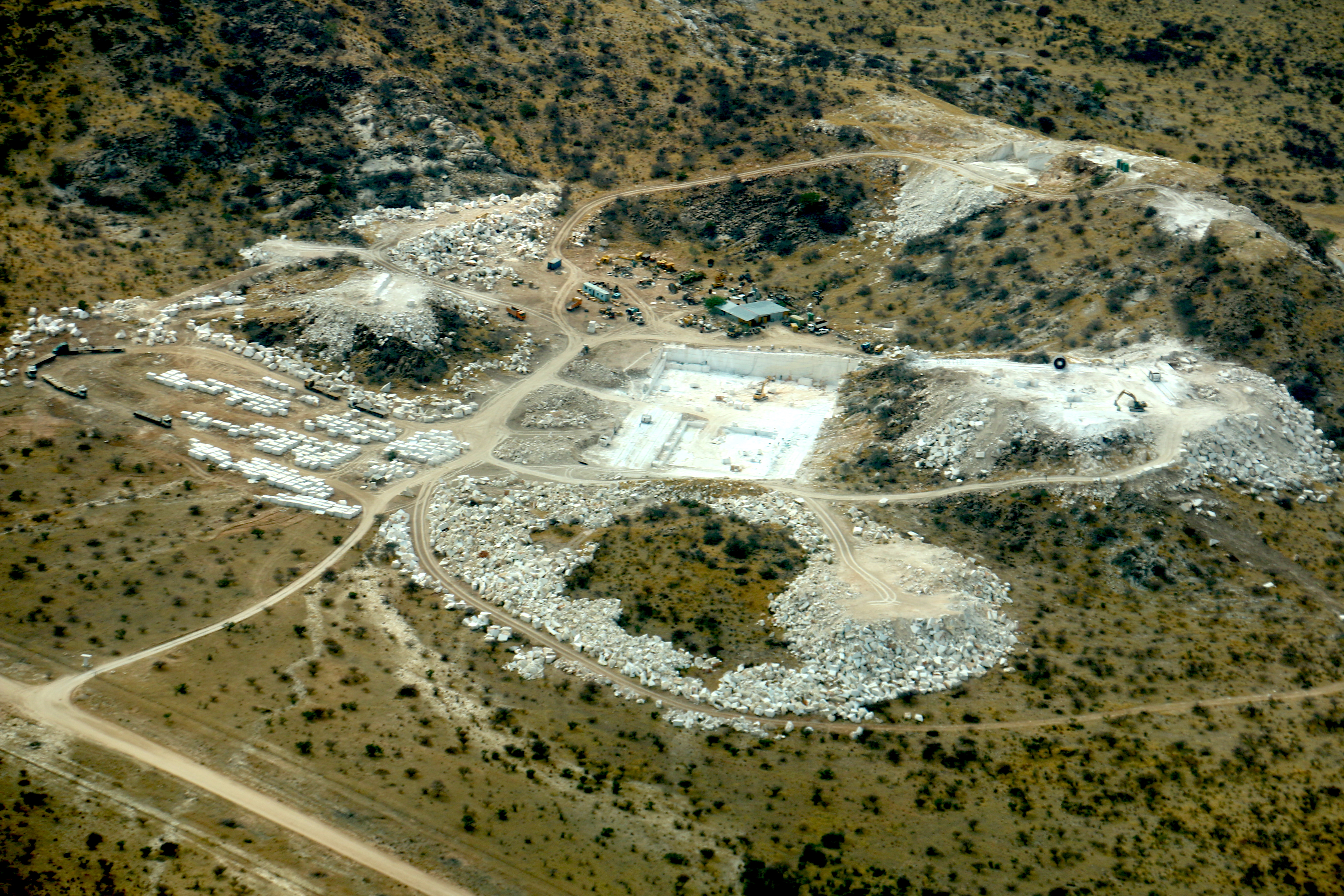
Marmerwinning in Karibib (2017)

De plaats is wereldwijd bekend vanwege de om zijn hoge kwaliteit gewaardeerde marmer die hier wordt gewonnen. Ten dele zijn dit zuivere calcietische en daaronder ook sterk dolomitische marmersoorten. Er zit veel variatie in de kleur, van zuiver wit, blauwgrijs, ivoor, tot wit- of zwart geaderd. Kleurnuances met groen, geel en rood treden op door mineralen. De winplaatsen liggen rond Karibib tot op het gebied van de boerderijen Navachab, Habis en Etusis (ten zuidwesten van Karibib). De marmerlagen liggen tussen graniet- en kwartsietlagen en zijn 20 kilometer lang. De winning is begin 21e eeuw afgenomen.

### Zonnepark

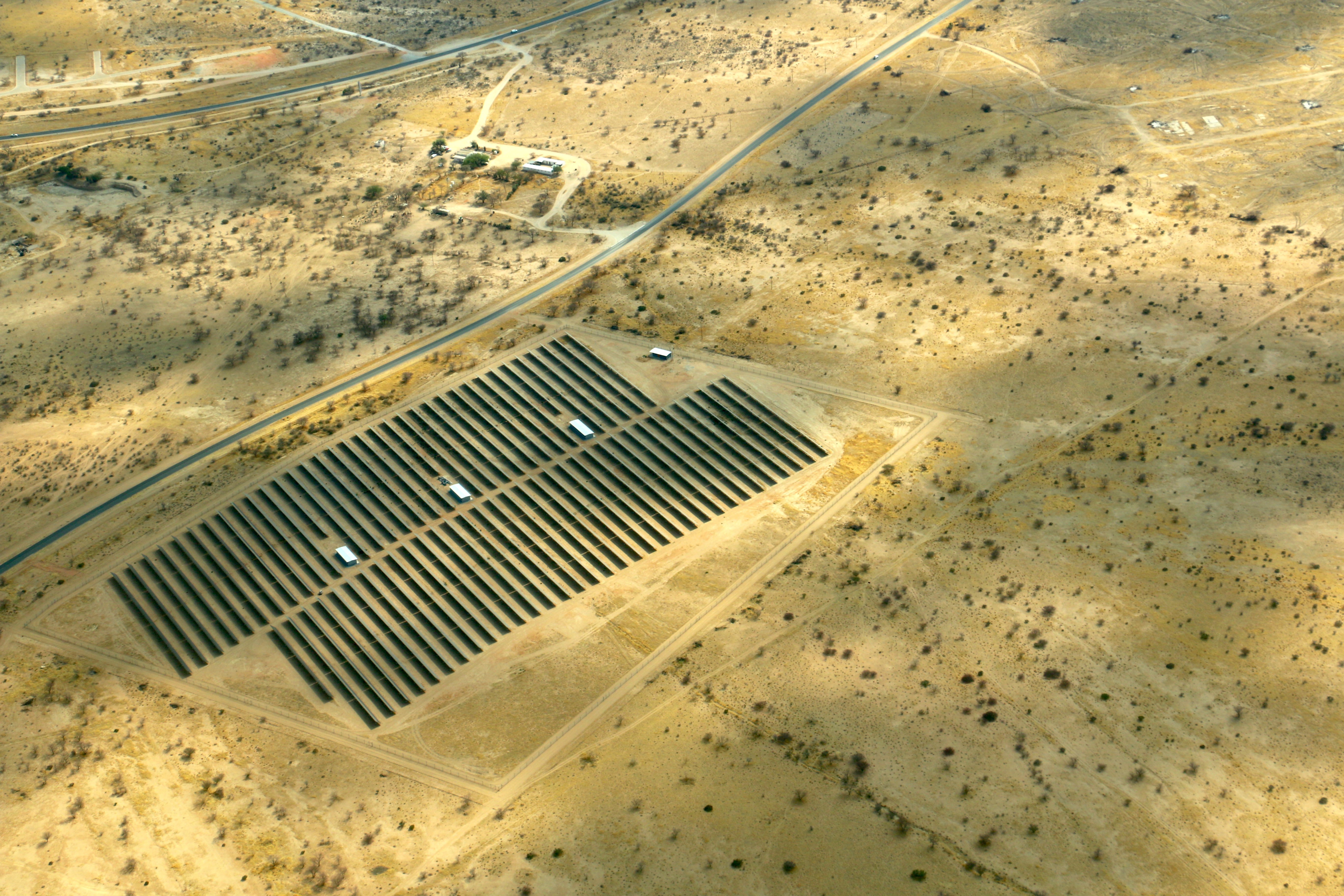
Zonnepanelen Karibib (2017)

Sinds juni 2017 beschikt Karibib over een zonne-energiecentrale met een capaciteit van 5 megawatt. Deze ligt aan de zuidwestkant van de stad.

## Bezienswaardigheden

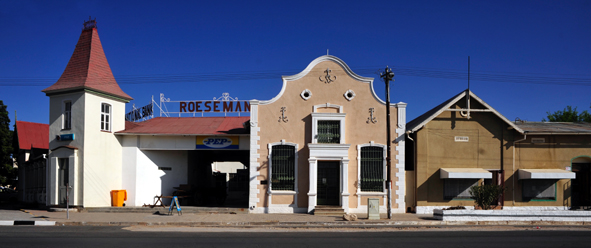
Rösemann-huis in Karibib

De plaats Karibib bezit enkele gebouwen van historisch belang, waaronder een uit 1894 daterende kerk. 
Andere bezienswaardigheden uit de Duitse koloniale tijd zijn:
- de Kaiserbrunnen, gebouwd in 1906–1908
- het Hälbich Branch, een bedrijventerrein dat al in de koloniale tijd bestond
- het Roesemann-Gebouw uit het jaar 1900
- het Woll-Haus in 1900 uit marmer gebouwd
- hotel „Zum Grünen Kranze“ uit 1913.
- Christuskerk (1910)

## Politiek
De gemeenteraad telt zeven zetels. Bij de lokale verkiezingen van 2020 verkreeg de SWAPO drie zetels, UDF (United Democratic Front), IPC (Independent Patriots for Change), LPM (Landless People’s Movement) en de lokale Karibib Ratepayers Association elk één zetel.

## Afbeeldingen

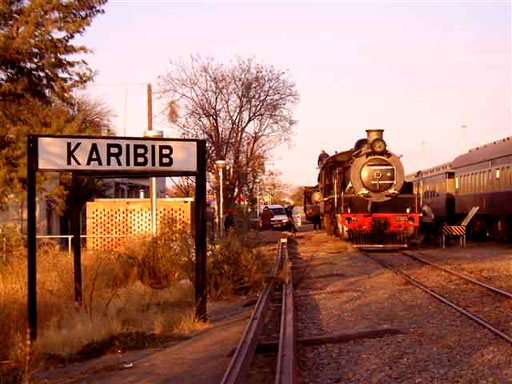
Station
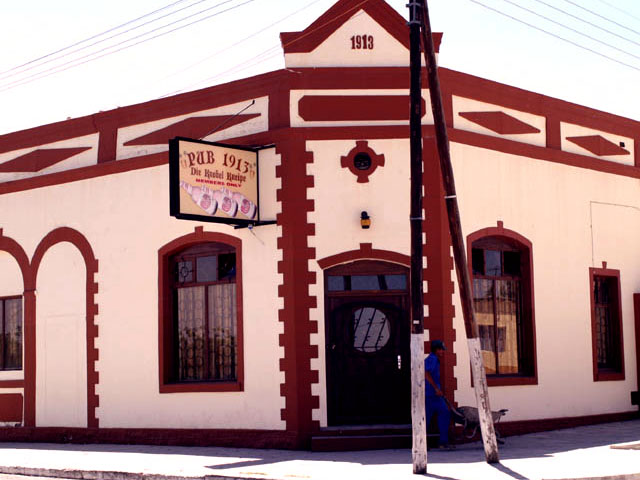
„Pub 1913“ in Karibib